# Visor de bombardero

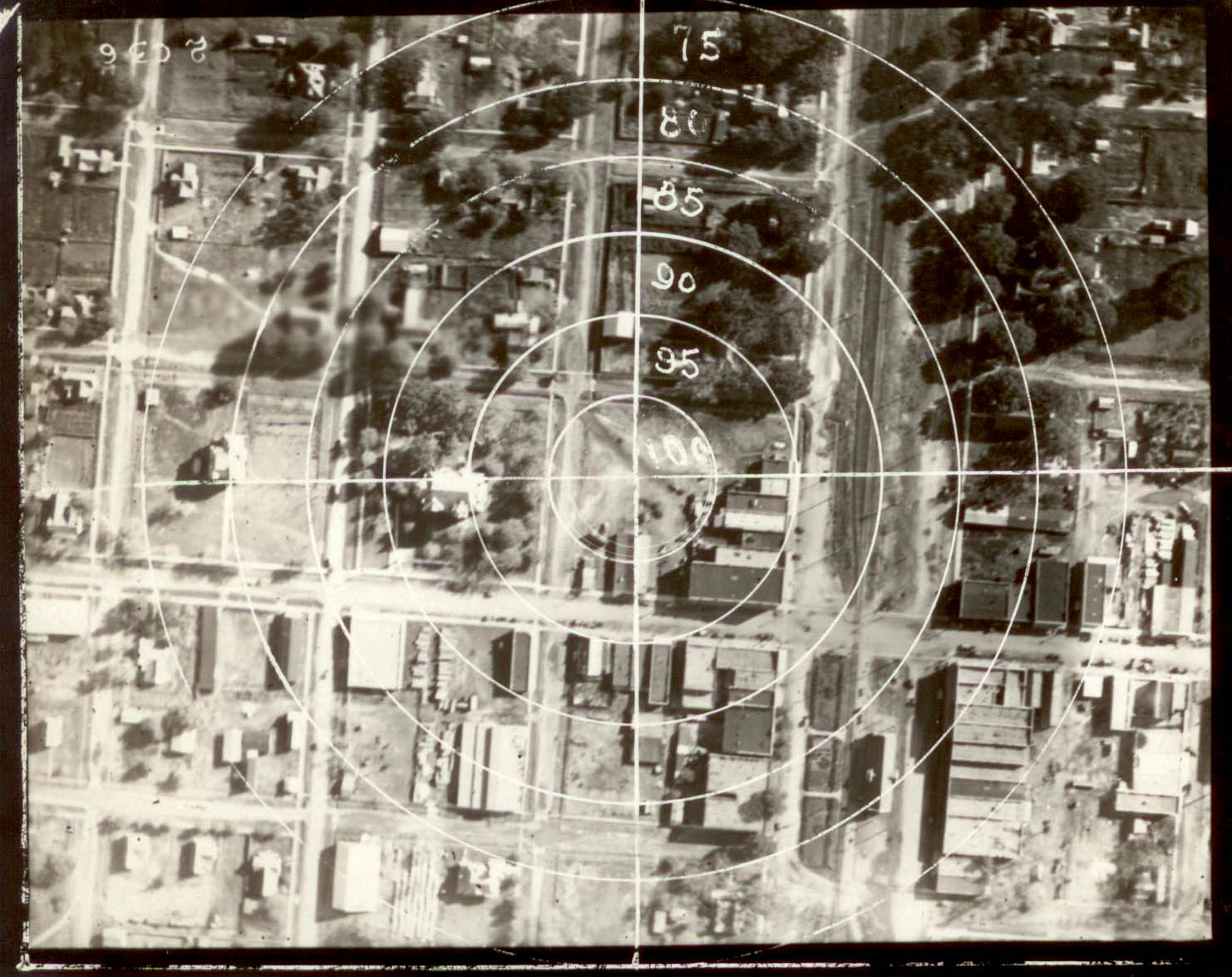
Un visor de bombardero primitivo.

Un  visor de bombardero o una mira de bombardero es un dispositivo utilizado por los aviones para lanzar bombas con precisión. Los primeros visores de bombarderos se desarrollaron para los aviones de combate de la Primera Guerra Mundial, luego se adaptaron y perfeccionaron para su uso en bombarderos , y luego se implementaron en cazabombarderos y  cazas modernos en cuanto los mismos tomaron el grueso del rol de bombardero.
Un visor de bombardero debe estimar la trayectoria que la bomba seguirá una vez que se la deje caer desde el avión. Las dos fuerzas más importantes que afectan y determinan la trayectoria de la bomba son la gravedad y la resistencia del aire, las que determinan que la trayectoria de la bomba sea aproximadamente parabólica. Existen otros factores adicionales que deben ser tenidos en cuenta, tales como cambios en la densidad del aire y la presencia de viento, cuando el tiempo de caída de la bomba es del orden del minuto. La influencia de estos efectos puede minimizarse si se reduce el tiempo de caída mediante un vuelo realizado a una altura menor o aumentando la velocidad de caída de las bombas. Estos efectos se combinan en el bombardero en picado. Sin embargo, el bombardeo desde baja altura aumenta el riesgo de que el avión sea alcanzado por las defensas antiaéreas, y siempre se ha preferido realizar bombardeos de precisión desde mayores alturas. Lo cual ha conducido al desarrollo de sistemas de miras para lanzar bombas cada vez más sofisticados especializados en bombardeos desde muy alta altitud. 
Desde su primer uso antes de la Primera Guerra Mundial hasta nuestros días los visores han tenido una serie de desarrollos y mejoras de magnitud. Los primeros sistemas eran simples alzas y puntos de mira que se graduaban de acuerdo a un ángulo de caída estimado. En algunos casos las mismas no eran más que una serie de clavos insertados en una pértiga apropiada, líneas de referencia dibujadas en el fuselaje del avión, o alineación visual tomando como referencia ciertas partes de la estructura del avión. Los mismos fueron paulatinamente reemplazados por los sistemas diseñados específicamente para cada tipo de avión y bomba, normalmente alzas y puntos de mira que se podían ajustar considerando la velocidad del avión y la altitud. Estos primeros sistemas fueron reemplazados por las miras tipo vector, que incorporan la capacidad de medir y corregir el efecto del viento. Las miras tipo vector resultaban útiles para altitudes de no más de 3,000 m y velocidades de hasta unos 300 km/h. A partir de la década de 1930, las computadoras mecánicas con la capacidad necesaria para "resolver" las ecuaciones de movimiento fueron incorporadas en las nuevas miras tacométricas, de las cuales la más famosa fue la Norden. Posteriormente durante la Segunda Guerra Mundial, las miras tacométricas eran frecuentemente combinadas con sistemas de radar para permitir realizar bombardeos precisos a través de las nubes o durante la noche. Cuando los estudios realizados después de la guerra demostraron que la precisión del bombardeo era aproximadamente igual, ya sea que se hubieran utilizado sistemas de mira radar o mira óptica, las miras ópticas fueron generalmente retiradas y su función pasó a ser cubierta por miras radar específicas. Finalmente, a partir de la década de 1960, se utilizaron miras completamente computarizadas, las cuales combinan el bombardeo con navegación de largo alcance y mapeo.
Los aviones de guerra modernos no poseen una mira, per se, en lugar de ello poseen sistemas computarizados altamente sofisticados que combinan bombardeo, disparo de cañones, lanzamiento de misiles y navegación en un único head-up display. Estos sistemas cuentan con la capacidad de calcular la trayectoria de la bomba en tiempo real mientras el avión maniobra, y poseen la capacidad de hacer correcciones según el clima, altitud relativa, velocidades relativas para blancos en movimiento, y ángulo de descenso o ascenso. Lo cual los hace adecuados para bombardeo simple como en las generaciones previas, y misiones tácticas que anteriormente se realizaban con ayuda visual.

## Conceptos de miras

### Fuerzas sobre la bomba
De acuerdo a los principios de la mecánica newtoniana las componentes de la velocidad de desplazamiento en sentido vertical y horizontal de la bomba pueden ser analizadas en forma separadas. Ello simplifica mucho el poder comprender el movimiento que sigue la bomba al desplazarse en el aire. Existen algunos efectos que operan a lo largo de la trayectoria de la bomba pero los mismos son relativamente menores y pueden considerarse su efecto de forma separada para un estudio básico.
Si se analiza solo el movimiento en sentido vertical de la bomba, la bomba se encuentra bajo la acción de dos fuerzas primarias, gravedad y la resistencia, la primera posee un valor constante, y la segunda varia con el cuadrado de la velocidad. En una aeronave volando en línea recta y a altura constante, la velocidad vertical inicial de la bomba es cero, por lo que la fuerza de resistencia inicial en sentido vertical es cero. La gravedad acelera la bomba hacia abajo, y al aumentar la velocidad aumenta también la fuerza de resistencia. En algún punto la fuerza de resistencia iguala la fuerza de gravedad, y la bomba alcanza la velocidad terminal.Ya que la fuerza de resistencia del aire depende de la densidad del aire, y por lo tanto la altitud; la velocidad terminal varia durante el transcurso de la caída de la bomba. Por lo general la bomba se desacelerará al llegar a altitudes bajas ya que el aire es más denso allí, pero la relación es compleja.

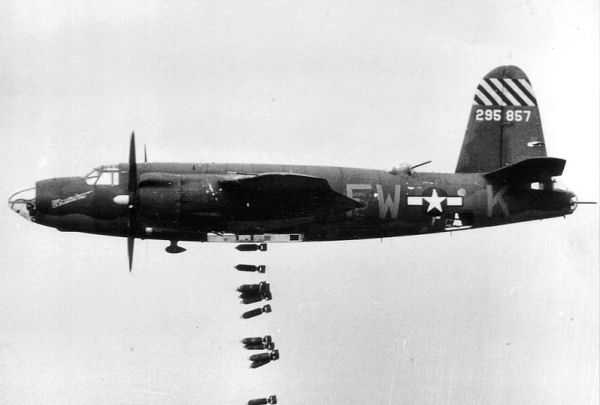
La trayectoria en arco de una serie de bombas siendo lanzadas desde un B-26 se debe a la resistencia del aire. Los motores del avión hace que el mismo avance a velocidad constante, mientras que la velocidad de avance horizontal de las bombas lanzadas se reduce. Desde la perspectiva del bombardero, las bombas quedan retrasadas detrás del avión.

La fuerza de resistencia sobre una bomba para una determinada densidad del aire y ángulo de ataque es proporcional al cuadrado de la velocidad relativa del aire. Si la componente versical de la velocidad es {\displaystyle v_{v}} y la componente horizontal es {\displaystyle v_{h}} entonces la velocidad es {\displaystyle {\sqrt {v_{v}^{2}+v_{h}^{2}}}} y los componentes vertical y horizontal de la fuerza de resistencia son:
{\displaystyle {\begin{aligned}d_{v}&=CA\rho {\frac {v_{v}}{\sqrt {v_{v}^{2}+v_{h}^{2}}}}(v_{v}^{2}+v_{h}^{2})\\&=CA\rho v_{v}{\sqrt {v_{v}^{2}+v_{h}^{2}}}\end{aligned}}}
{\displaystyle {\begin{aligned}d_{h}&=CA\rho {\frac {v_{h}}{\sqrt {v_{v}^{2}+v_{h}^{2}}}}(v_{v}^{2}+v_{h}^{2})\\&=CA\rho v_{h}{\sqrt {v_{v}^{2}+v_{h}^{2}}}\end{aligned}}}
donde C es el coeficiente de resistencia, A es el área de la sección transversal, y ρ es la densidad del aire. Estas ecuaciones indican que la velocidad horizontal aumenta la fuerza de resistencia horizontal y la velocidad vertical aumenta la fuerza de resistencia horizontal. 